# Sony Ericsson T650i
Sony Ericsson T650i — четырёхдиапазонный мобильный телефон с камерой фирмы Sony Ericsson. Появился в продаже с мая 2007 года. Выпускался в четырёх оригинальных цветовых решениях: «Growing Green», «Midnight Blue», «Eclipse Black» и «Precious Gold». Версия с золотым корпусом выполнена из 24-каратного золота. Дисплей защищён минеральным стеклом, устойчивым к царапинам и прочим механическим воздействиям. Клавиатура с миниатюрными квадратными клавишами. Оригинальная Flash-тема меню меняется в зависимости от месяца и времени суток. Также выпускается версия для китайского рынка Sony Ericsson T650c.
Является имиджевым вариантом устройства Sony Ericsson K770i.

## Описание

### Цветовые решения
Во всех цветовых вариантах T650i визуально делится на две части — верхнюю металлическую и нижнюю пластиковую. Боковые и задняя стороны аппарата выполнены из тех же материалов.
Было выпущено 4 разных решения в зависимости от цвета металлических и пластиковых частей корпуса:

- Growing Green — с зелёным пластиковым низом и верхней частью из серебристого полированного металла;
- Midnight Blue — с тёмно-синим пластиковым низом и верхней частью из серебристого полированного металла;
- Eclipse Black — чёрный пластиковый низ, серебристый верх;
- Precious Gold — наиболее имиджевая модель, с розовым пластиком и металлической частью, покрытой 24-каратным золотом.

### Конструкция
Следы от рук на корпусе Sony Ericsson T650i не остаются, исключение — только экран, покрытый минеральным стеклом; впрочем, поскольку экран не сенсорный, трогать его руками обычно не требуется. Однако на металле корпуса появляются потёртости, по мнению экспертов, это недостаток всех подобных телефонов. Нижняя часть корпуса из матового пластика. Из-за этого телефон необычно ощущается, ведь верхняя часть холодит руку, а нижняя сохраняет комнатную температуру. Конструктивно задняя крышка сделана из пластика, и видно, что металл надет уже на неё. Такая конструкция достаточно прочна.
Качелька регулировки громкости вынесена на правую боковую поверхность, тут же — кнопка спуска. Сам объектив 3.2-мегапиксельной камеры слегка выпирает над задней поверхностью. На заду также расположен динамик, воспроизводящий мелодии звонка, а на нижнем торце есть крепление для ремешка. На верхнем торце легко обнаружить клавишу включения аппарата, она же отвечает за смену профилей. Интерфейсный разъем Fast Port находится на левой стороне. На лицевой панели размещено глазко фронтальной камеры, а рядом с ней индикатор освещённости. Решётка основного динамика забрана металлической сеткой и имеет небольшие размеры.
Экран способен отображать до 262000 цветов и имеет при разрешение 240х320 точек (диагональ 2 дюйма, технология TFT). Отображается до 8 строк текста и до 3 служебных строк для большинства режимов; для веб-сёрфинга и работы с электронной почтой возможно отображение и большего числа строк за счёт меньшего размера шрифта. Применяется зеркальная подложка, которая повышает читаемость экрана на ярком свету. Такая работа экрана характерна для большинства телефонов Sony Ericsson.
Телефон оснащён клавиатурой. Клавиши выполнены в виде небольших квадратов и похожи на таковые в Sony Ericsson K850i. Подсветка клавиш белого цвета, для неё реализованы различные эффекты, в том числе затухание, переливы и т. д. Навигационная клавиша имеет рельефную поверхность а-ля металл. Ведущие мобильные аналитики оценивают клавиатуру как красивую и удобную, подчёркивающую престижный статус устройства.
Задняя крышка аппарата съёмная, а под ней находится литий-полимерная батарея модели BST-38 ёмкостью 930 мАч. По заявлению производителя, время работы аппарата в режиме ожидания составляет до 300 часов, в режиме разговора — до 7 часов. В условиях московских сетей в 2007 году аппарат работал чё-то порядка троих суток при умеренной нагрузке (до часа разговоров, около 30 мин игр, 20 мин сёрфинга). Бо́льшая нагрузка вызовет необходимость заряжать девайс раз в 1-2 дня. Но если осуществлять небольшое количество разговоров, то он может проработать до 3-4 дней на одном заряде. В европейских сетях время работы будет выше вдвое во всех режимах, поскольку лучшее покрытие сетей облегчит работу модуля связи — самого энергопотребляющего компонента мобильников. Время проигрывания музыки составляет до 16 часов.
Телефон имеет 16 МБ встроенной памяти, а в комплект входит карта М2 объёмом 256 МБ. Поддерживается «горячая» замена карт памяти, максимальный поддерживаемый объём карт составляет 2 ГБ.

### Камера
Sony Ericsson T650i оснащён 3.2-Мп камерой с автофокусом. Используется приложение камеры CyberShot со следующими настройками:
- Звук затвора. Выбор одного из трех звуков затвора, отключить звук нельзя.
- Баланс белого. Выбор между автоматическим режимом, а также Incandescent, Fluorescent, Daylight, Cloudy.
- Эффекты. К снимкам можно применить несколько эффектов, а именно: Negative, Solarize, Sepia, Black & White.
- Таймер — активируется на определённое время для съемки себя любимого.
- Ночной режим предназначен для съемки в условиях недостаточной освещённости. Повышаются шумы на фотографиях, увеличивается выдержка (нельзя двигать аппарат, иначе выходит смазанный снимок).
- Серийная съёмка (4 кадра), панорама, фотоэффекты.

Видео можно записывать в двух разрешениях (176х144, 128х96), формат файлов — 3GP. Длительность роликов может быть указана как ограниченная (до 10 секунд) и неограниченная. Качество роликов крайне низкое.

### Программное обеспечение
Меню телефона традиционно для Sony Ericsson: иконки с сеткой 3х4. Поскольку данный мобильник позиционируется как эмоциональный, в нём 5 различных тем, построенных с использованием Flash. Они меняют внешний вид главного меню и его структуру. При навигации срабатывают эффекты вибрации, в режиме ожидания в некоторых темах меняется расположение окошек, выводящих информацию о текущих композициях.
Имеется органайзер, календарь, медиаплеер, радио и другие функции. Предустановлена единственная игра Lumines Block Challenge.

## Технические характеристики
| Основные параметры                    | Основные параметры |
| ------------------------------------- | --- |
| Стандарт                              | UMTS 2100 МГц, GSM 900 МГц, 1800 МГц, 1900 МГц                                                                                           |
| Аккумулятор                           | Li-Pol 930 mAh |
| Разговор                              | 10 ч |
| Ожидание                              | 400 ч |
| Размер                                | 104x46x12 мм |
| Вес                                   | 95 г |
| Год выпуска                           | 2007 г |
| Дисплей                               | |
| Разрешение                            | 240x320 |
| Тип                                   | TFT |
| Цвета                                 | 262144 |
| Размер                                | 1.9" |
| Сигналы вызова                        | |
| Мелодии                               | MP3, AAC, WMA |
| Виброзвонок                           | + |
| Полифонические мелодии                | число голосов — 72 |
| Редактор мелодий                      | + |
| Оформление                            | |
| Тип корпуса                           | Классический |
| Цвет корпуса                          | Growing Green, Midnight Blue, Eclipse Black, Precious Gold                                                                               |
| Антенна                               | встроенная |
| Развлечения                           | |
| Игры                                  | + |
| Java                                  | MIDP 2.0 |
| Аудиоплеер                            | + |
| FM-радио                              | + |
| Фотокамера                            | Встроенная , 3,2 мегапиксела, максимальное разрешение 2048x1536 пикселей, доп. камера для видеотелефонии                                 |
| Воспроизведение и запись видеороликов | + неограниченной длительности |
| Мобильный Интернет                    | |
| EDGE                                  | + |
| GPRS                                  | Class 10 (4+1/3+2 slots), 32 — 48 kbps                                                                                                   |
| HTML — браузер                        | + |
| WAP                                   | 2.0 |
| E-mail — клиент                       | + |
| Органайзер                            | |
| Диктофон                              | + |
| Календарь                             | + |
| Часы                                  | + |
| Будильник                             | + |
| Калькулятор                           | + |
| Конвертер валют                       | + |
| Планировщик                           | + |
| Память                                | |
| Встроенная память                     | 16 MB |
| Слот для карт памяти                  | Memory Stick Micro (M2) (256 МБ в комплекте) (до 2 ГБ)                                                                                   |
| Сообщения                             | |
| MMS                                   | + |
| SMS                                   | + |
| EMS                                   | + |
| Коммуникации                          | |
| IrDA                                  | — |
| USB                                   | + |
| BlueTooth                             | + |
| Встроенный модем                      | + |
| Дополнительно                         | 3G — до 384 Kbps |
| Управление                            | |
| Голосовые команды                     | + |
| Голосовой набор                       | + |
| Другое                                | |
| Функция громкой связи                 | + |
| Русификация                           | |
| Набор SMS                             | кириллицей |
| Набор SMS                             | прием SMS в виде кириллицы |
| Набор SMS                             | кириллица на клавиатуре |
| Набор SMS                             | кириллица в телефонной книге |
| Наличие русского T9                   | + |
| Дополнительная информация             | |
| Комплектация                          | Телефон, аккумулятор, флеш-карта M2, подставка для зарядки, портативная hands-free гарнитура, интерфейсный кабель, диск c ПО, инструкция |

## Подставка

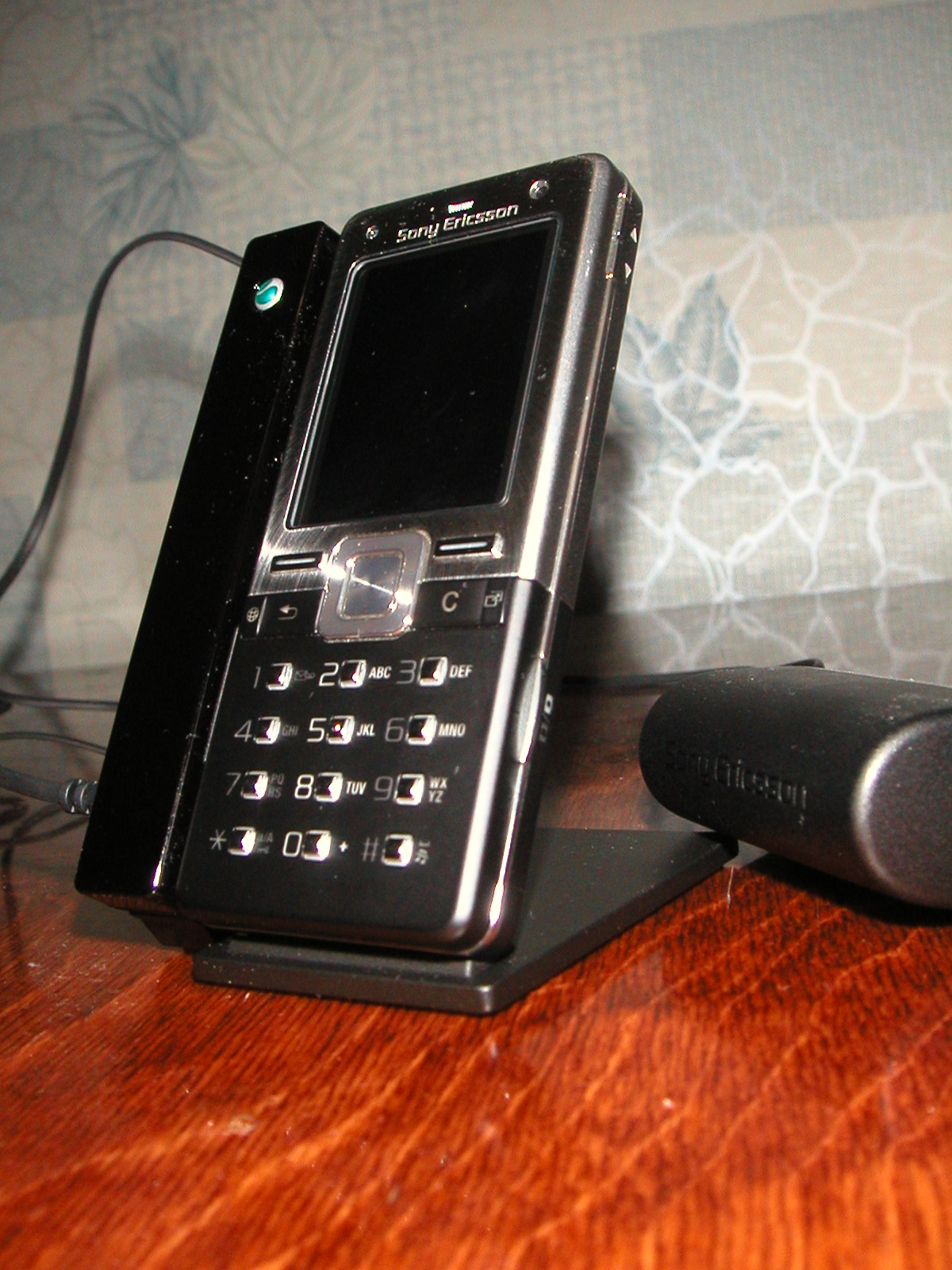
Телефон на оригинальной подставке
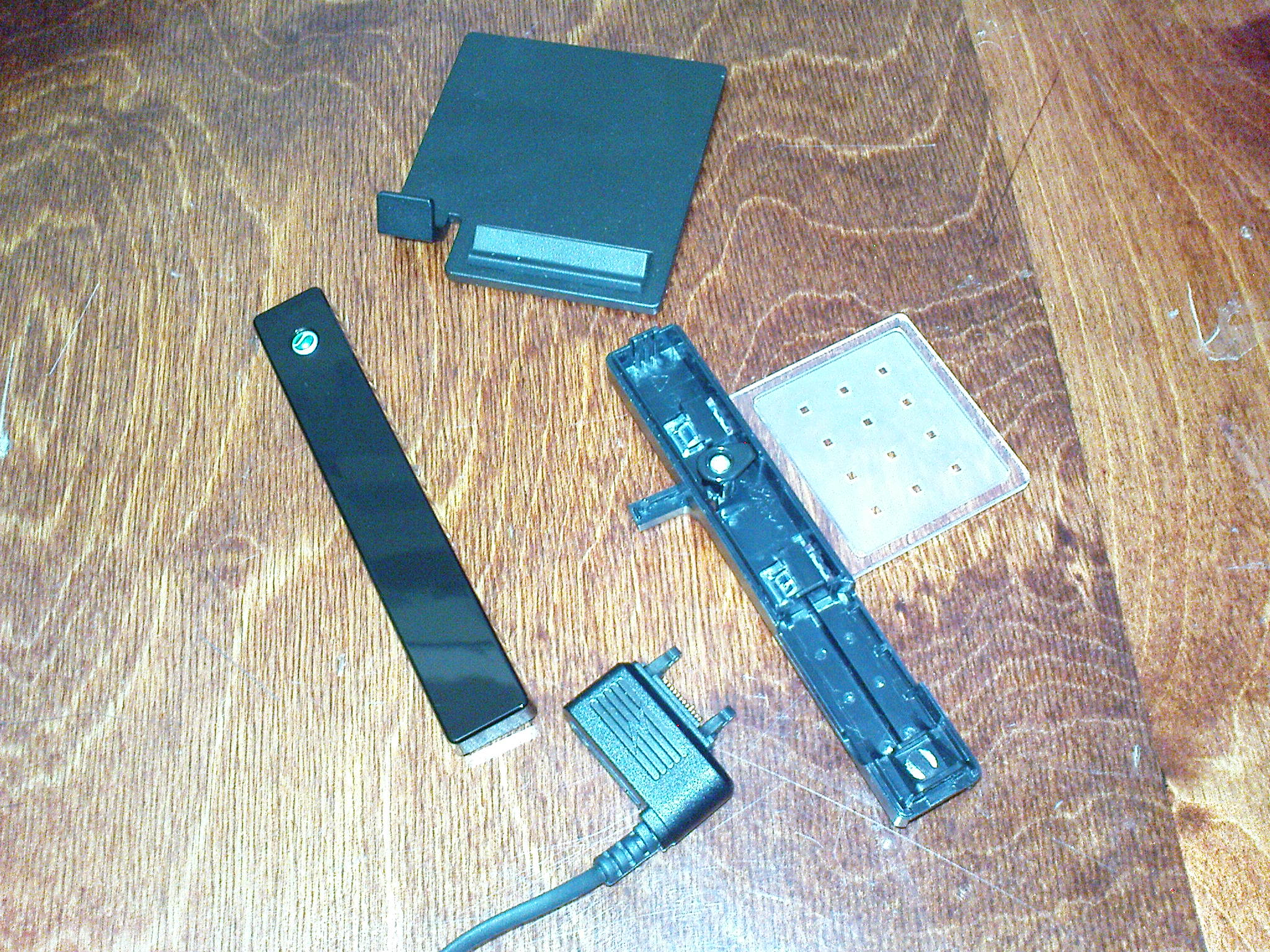
Подставка в разобранном виде
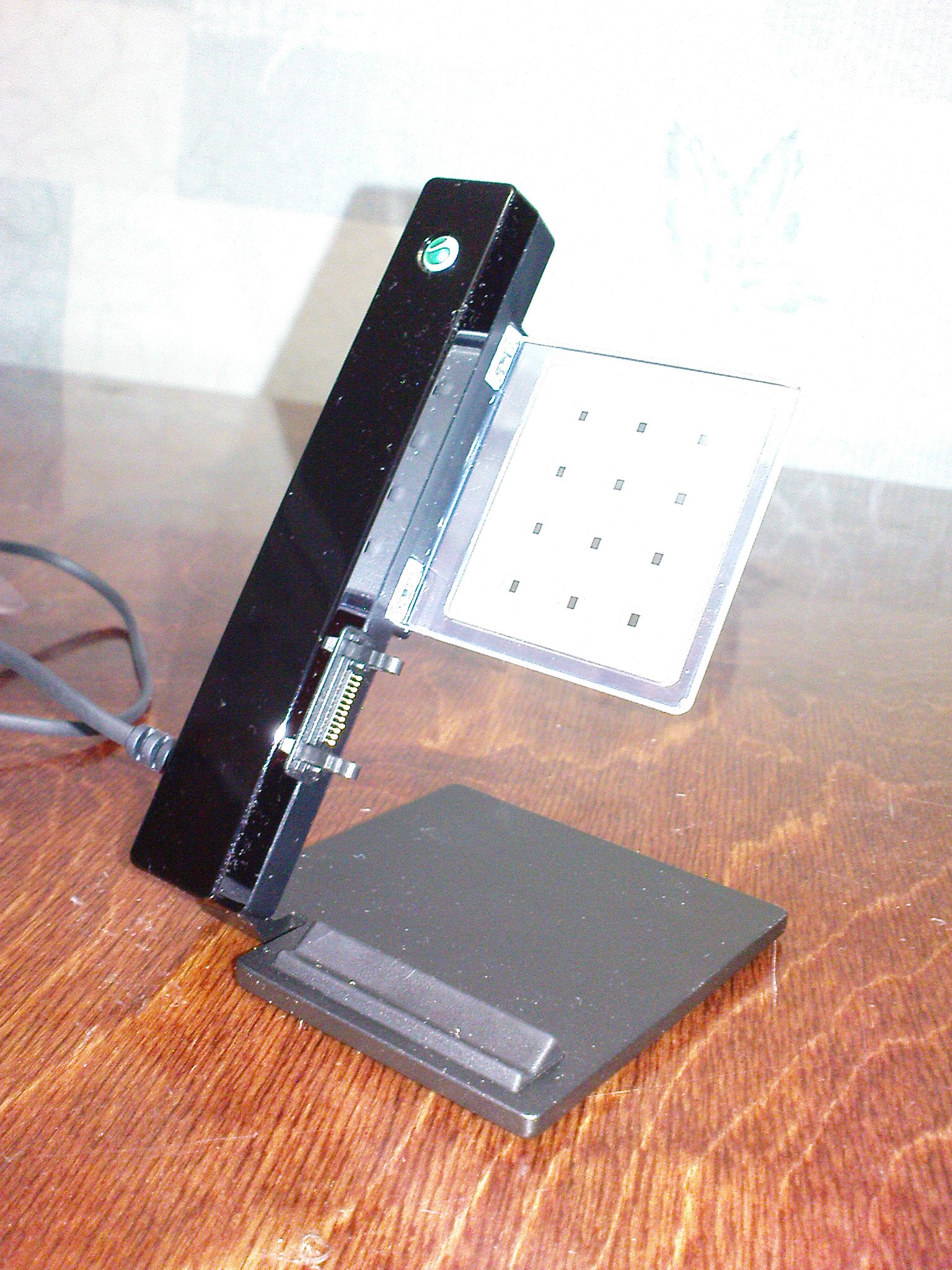
Подставка в готовом виде